# Goodwater, Alabama
Goodwater là một thị trấn thuộc quận Coosa, tiểu bang Alabama, Hoa Kỳ. Dân số năm 2009 là 1477 người, mật độ đạt 88 người/km².